# 高麗棒子
高麗棒子（こうらいぼうし、ガオリーバンズ、中: 高麗棒子、拼音: Gāolí bàngzi、朝: 고려봉자）、あるいは韓国棒子（한국봉자）、朝鮮棒子（조선봉자）は、主に中国人が使う韓国・朝鮮人の蔑称。省略して棒子とも言う。
台湾のコンビニエンスストアなどでは高麗棒子の商品名で韓国風海苔巻きが販売されている。中華圏では認知度の高い語彙で多用されるが、侮蔑語であるため現在でも中華人民共和国に住む朝鮮族は、この言葉を嫌っている。ほぼ同義の言葉に『二鬼子』がある。

## 用法

### 戦前・戦中
高麗棒子の語源について、中国の歴史学者羅継祖は著書『楓窗脞語』でこう述べている。

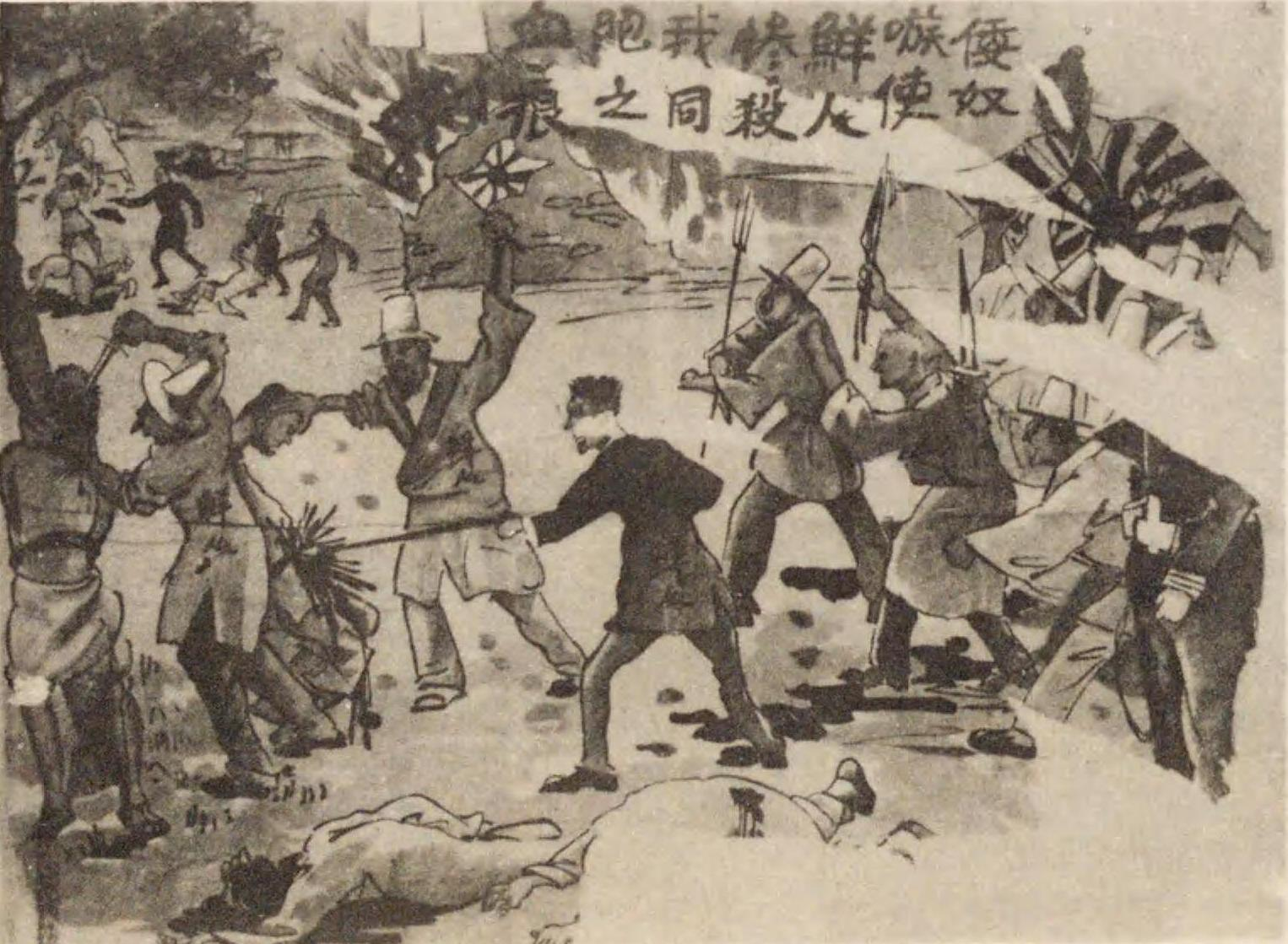
万宝山事件後の朝鮮人報復事件に際して中国で発行された排日ポスター。「倭奴嗾使（そそのかす）鮮人惨殺我同胞之血痕」と書いてあり、当時の中国人の朝鮮人観が表現されている。

満州国では警察官に朝鮮人も採用していた。朝鮮人警察官は、主に朝鮮で洗濯に使う棒を武器として警備をし、事実上の支配国であった日本の威を借りて横暴な態度を取っていたため、現地の中国人達は警官の携帯する武器の棒より「高麗棒子」と蔑称した。鄭判龍によると奪った土地が入植者である朝鮮人（日本国籍）に貸されていたため、満州での土地を奪われた中国農民の朝鮮人への憎悪は強く、東北地方の匪賊は「高麗棒子は全部殺す」と宣言していたという。
早稲田大学が所蔵する、清朝の乾隆十六年版『皇清職貢圖』第一冊の中に、「朝鮮国民婦」図の後ろのページに「朝鮮国民人，俗呼を高麗棒子と為す。」と記載されている（中国語版を参照）。
また、南京大学歴史学部の黄普基によると「棒子」は本来「帮子」であり、明及び清時代に朝貢していた李氏朝鮮使節団の下級軍人のことを指していたという。その言葉が「高麗棒子」という蔑称に変化した経緯は、明及び清政府の使節団に対する優遇政策に由来する。
使節団に付き従った一部の奴隷が中国国内で問題行動（窃盗、強盗、密輸、詐欺等）を引き起こしたにもかかわらず、中国人に不利な裁定が下されることが多く、使節団を歓迎するために中国人民に贈り物の寄贈まで要求したため、朝鮮人に対する反感が中国国内で高まった。
本来、中国語の「帮子」は韓国語の「房子(bangja。房子内人（家の中の人。奴隷の意））」の略語である。 韓国語の「房子」は中国語の「帮子（bāngzi）」や「棒子（Bàngzi）」と発音が近いため、「棒子」と呼ばれるようになったという。
なお、中国では昔から人を「棒槌（Bàngchuí）」と罵る習慣がある。棒槌とは洗濯用のずっしりとした棒で、人を罵る際の意味は日本語の「頭でっかち」と似ている。

### 現在
高麗棒子（棒子）は現在でも中華圏で用いられている。
2008年北京オリンピック野球準決勝の日本対韓国戦で中国のネチズンは日本を応援し、中国の最大インターネット検索サイト「百度」の野球フォーラムには「韓国人を高麗棒子と侮蔑」し、「棒子を殺してしまえ!」といった内容が書き込まれた。中国の主要コミュニティに載せられるコメントの90%以上は「韓国人は破廉恥な民族であり、中国が打倒すべき対象」といった内容だった。これらに対して韓国側は「中国ネチズンは韓国人を高麗棒子と呼ぶ。その語源は明確でない。はっきりとしているのは中国人が韓国人を侮蔑する表現である点だ」として、「歴史的に自国の属国に値すると考えてきた韓国の速い経済成長に対する嫉妬心があり、一方では中国人の根深い被害意識のために表れている反応のようだ」と分析している。
2012年6月18日に、台湾の鴻海精密工業会長郭台銘が、シャープとの技術提携を発表するに当たって「私は日本人を尊重している。日本人は決して後ろから刺したりしない。しかし、高麗棒子は違う」と発言している。これに対して『朝鮮日報』は、韓国人を蔑視するものであると批難した。
2017年、中華人民共和国は、韓国が終末高高度防衛ミサイル（THAAD）の配備を決めたことに対して官民挙げての報復を行ったが、『中央日報』によると、3月14日、あるオンライン・コミュニティには、中国のあるホテルの入り口を撮影したという説明とともに写真2枚が掲載され、ホテルの入り口と見られる場所に大韓民国の国旗が敷かれて、国旗を踏まないことにはホテル内に入ることができないようになっており、旗には中国語で「踩死韓国棒子（韓国の奴らを踏み殺そう）」と記されていた。別の写真では、建物入り口の横に掲げてある営業中という案内とともに「棒子与狗不得入内!（韓国人と犬は入るべからず!）」という内容の案内も添えられていた。